# Telephon Apparat Fabrik E. Zwietusch & Co.
Die Telephon Apparat Fabrik E. Zwietusch & Co. war eine Industriefirma in Deutschland mit Sitz in Charlottenburg, Berlin. Sie stellte Apparate und Anlagen der Fernmeldetechnik her.

## Geschichte
Das Unternehmen wurde 1901 vom Amerikaner Eduard Otto Zwietusch gegründet. 1888 wurde Zwietusch als Außendienstmitarbeiter der Western Electric Co. Chicago in das von einem Western Electric Ingenieur gegründete Unternehmen F.R.Welles nach Berlin geschickt. F.R. Welles wurde gegründet, um die Produkte der zur American Telephone & Telegraph (AT&T) gehörenden Western Electric bei der Deutschen Reichspost einführen zu können.

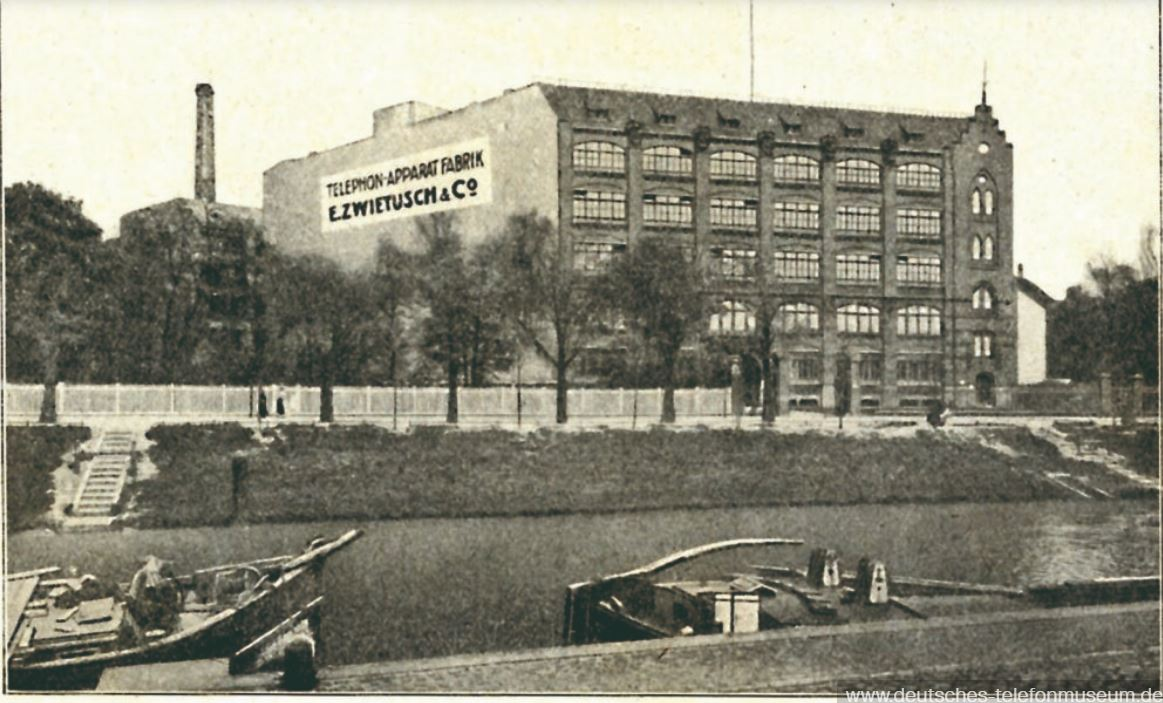
Zwietusch in Charlottenburg

Das Geschäft entwickelte sich unter Zwietuschs Leitung rasch, so dass er ein großes Werk unter seinem Namen im Industriequartier «am Salzufer» in Charlottenburg errichten konnte. Dort arbeitete er mit amerikanischen Ingenieuren und Patenten  der Western Electric Chicago. Neben Telefonapparaten und -anlagen (Amtszentralen) wurden elektrische Lötkolben, Zeitstempel und Kalkulagraphen hergestellt sowie moderne Rohrpost- und Seilpostanlagen.
Zusammen mit Siemens & Halske (S&H) war Zwietusch einer der wichtigsten Lieferanten der Reichspost. Zu Beginn der 1920er Jahre bildete das Reichpostzentralamt die Anlaufstelle der Fernmeldeindustrie. Der Geräte- und Fernkabelmarkt wurde von den beiden Unternehmen kontrolliert, die im Besitz der wesentlichen Patente waren.
Zwietusch exportierte ab 1908 unter anderem in die Schweiz, wo 1917 das Telefontischmodell von Hasler und Protos in Lizenz hergestellt wurde.
Siemens & Halske beteiligte sich 1914 im Zuge von Patentstreitigkeiten mit der Western Electric an Zwietusch, wobei ein gegenseitiger Patentaustausch vereinbart wurde.

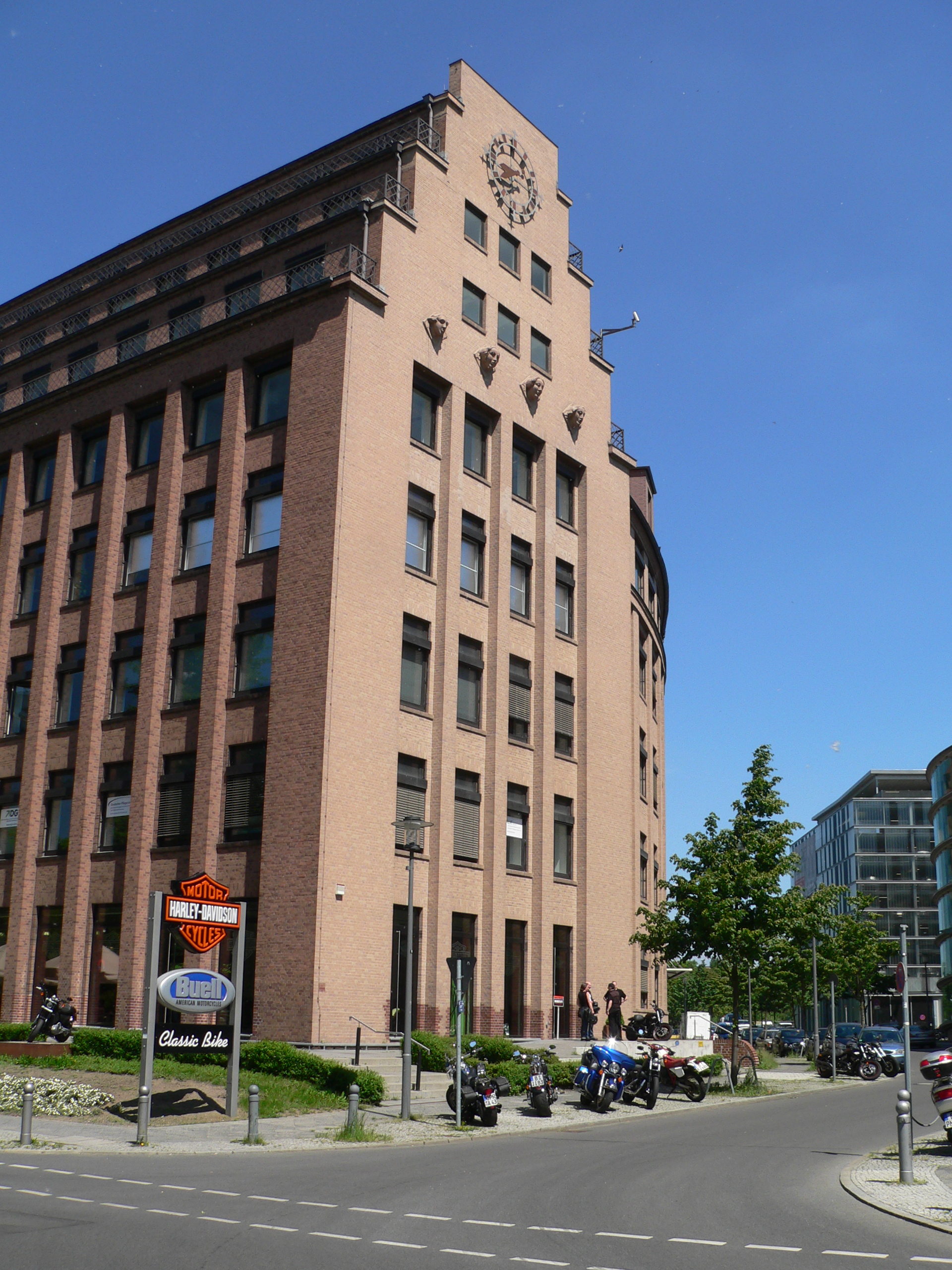
Verwaltungsgebäude Zwietusch & Co. 1925/26 von Hans Hertlein

1927 erfolgte die Totalübernahme von Zwietusch durch S&H. In Berlin gab es 1930 17 Fabriken, die fernmeldetechnische Geräte herstellten.
Bis in die 1950er Jahre wurde teilweise unter den bisherigen Firmenbezeichnungen produziert: S&H Teile wurden in Zwietusch-Geräten (und umgekehrt) verbaut.